# Gheorghe Cantacuzino

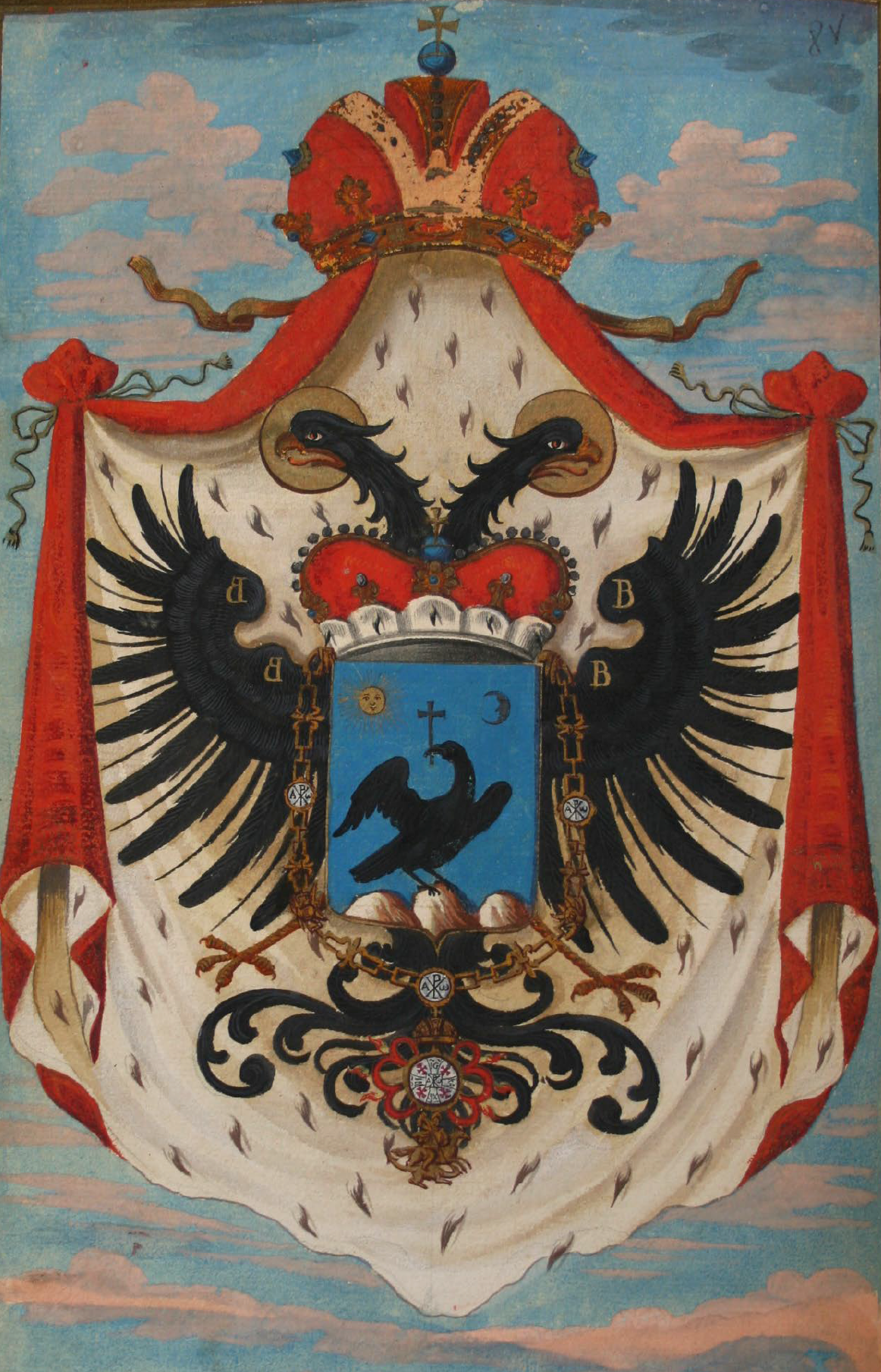
Stema marelui ban Gheorghe Catacuzino

Gheorghe Cantacuzino (alternativ: Iordache Cantacuzino; n. 1673 – d. 1739) a fost un boier muntean, pretendent la tronul Țării Românești. A fost mare ban al Olteniei sub imperiali (din 1719).
Fiind fiul domnului Șerban Cantacuzino, Gheorghe ar fi trebuit să-i succeadă tatălui său la tron. Însă cum la momentul morții acestuia (28 octombrie 1688 pe stil vechi) nu era de vârstă, boierii l-au ales și l-au proclamat în schimb domn pe Constantin Brâncoveanu.
Cel mai important susținător al pretenției lui Gheorghe la tron a fost Constantin Bălăceanu, soțul unei fiice a lui Șerban, deci cumnat al lui Gheorghe. Bălăceanu ar fi condus în fapt țara, împreună cu mama vlăstarului domnesc, dacă reușea impunerea lui Gheorghe pe tron. A avut în acest scop susținerea imperialilor, însă în Bătălia de la Zărnești – care s-a terminat cu o înfrângere dezastruoasă pentru imperiali și prinderea generalului Donat Heissler – Bălăceanu a fost ucis.
Gheorghe Cantacuzino a ajuns mai târziu ban al Craiovei, după ce Oltenia a fost ruptă din Țara Românească și ocupată de austrieci. Comparând această situație cu domnia promisă, cronicarul Radu Popescu scria că imperialii îl făcuseră „din cal, măgar”.
Gheorghe a fost căsătorit cu Ruxandra Rosetti și a avut următorii copii: Iordache, Matei, Toma, Maria (căsătorită Brăiloiu), Constantin, Șerban, Ilinca Cămpulungeanu.